# 세실 O. 새뮤얼슨

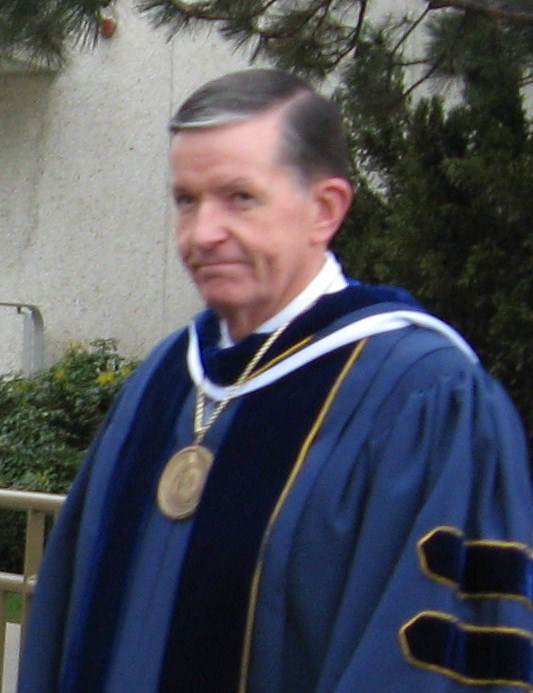
세실 오즈번 사뮤엘슨

세실 오즈번 새뮤얼슨 주니어(Cecil Osborn Samuelson Jr., 1941년 8월 1일~ )은 브리검 영 대학교의 제 12대 총장이며 (현), 94년부터 예수 그리스도 후기성도 교회의 70인 제 1정원회의 일원으로 활동해왔다. 과거에는 유타 대학교 의대 학장 직을 맡기도 하였다.
사뮤엘슨은 후기성도 교회의 선교사로서 스코틀랜드에서 봉사하였다. 그 후 70인 회장단과 70인 제 1정원회 등에서 봉사했다.
유타 대학교에서 학사, 석사 및 의학 박사 학위를, 그리고 레지던트 트레이닝은 노스캐롤라이나 주 더햄에 위치한 듀크 대학교의 의학 센터에서 마쳤다.